# Kasteel Hof ten Goede

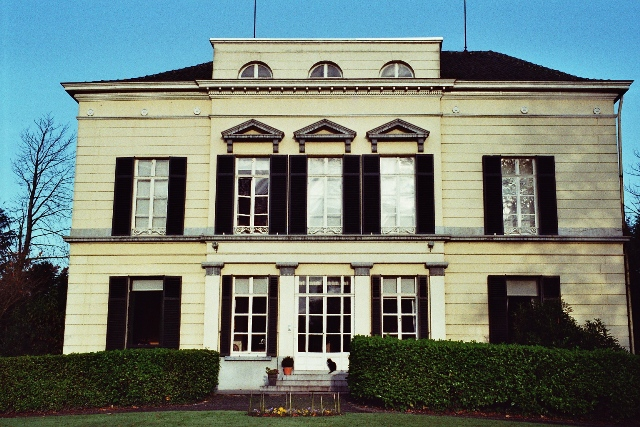
Kasteel Hof ten Goede

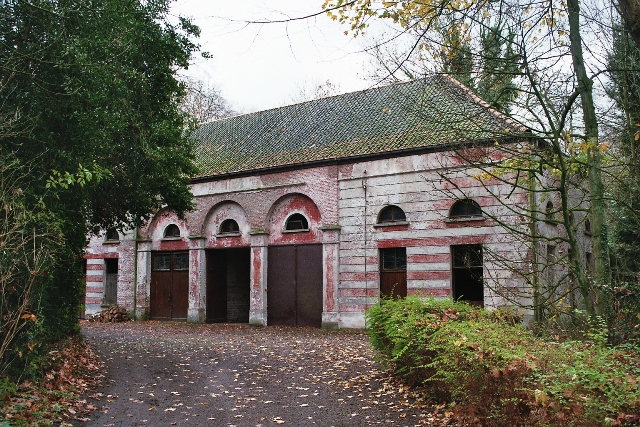
Dienstgebouw

Het Kasteel Hof ten Goede is een kasteel in de Oost-Vlaamse plaats Zele, gelegen aan de Lokerenbaan 277.

## Geschiedenis
Het goed werd voor het eerst vermeld in de 1e helft van de 15e eeuw, toen het in bezit was van de familie Sersanders. In 1452 werd het goed tijdens de Gentse Opstand door de Gentenaren verwoest en sindsdien sprak men van het Verbrand Hof. Later, doch vóór 1550, werd het herbouwd en kreeg de naam: Goed ten Goede. In 1771 werd, in opdracht van Gislebert Sersanders, de oost- en noordgevel herbouwd. Twee erkertorentjes zouden nog uit de 15e eeuw stammen.
In 1773 was sprake van een rechthoekig waterkasteel. Omstreeks 1820 werd het door de familie Sersanders geschonken aan Philippe Eugène van Meldert die later burgemeester van Zele zou worden. Deze liet van 1840-1844 het kasteel verbouwen naar ontwerp van Louis Minard. Het kasteel werd omgevormd tot een buitenverblijf in neoclassicistische trant.
Na de familie Van Meldert was het kasteel nog bezit van de families Wargnies, Kervyn van Zuylen en Limpens.

## Gebouw
Het betreft een neoclassicistisch kasteel van 1840 met -vooral in de oostvleugel- resten van vroegere bouwfases waaronder speklagen, zandstenen muurgedeelten en dergelijke. Het gebouw is deels onderkelders en de kelders behoren mogelijk tot het oudste deel van het kasteel.
De voorgevel is symmetrisch opgebouwd en heeft een middenrisaliet dat iets vooruitspringt.
Het interieur kenmerkt zich door een centrale hal van waaruit diverse kamers en salons toegankelijk zijn.

## Domein
Een deel van de oorspronkelijke omgrachting is nog aanwezig. Omstreeks 1840 werd een dienstcomplex gebouwd met koetsierswoning, koetshuis, paardenstallen, schapenstallen en hooizolder. Dit alles in neoclassicistische stijl.
Hoewel het kasteel omringd is door een groot park werd in 1967 een deel ervan onteigend ten behoeve van wegaanleg.